# Königsgrab von Mušov

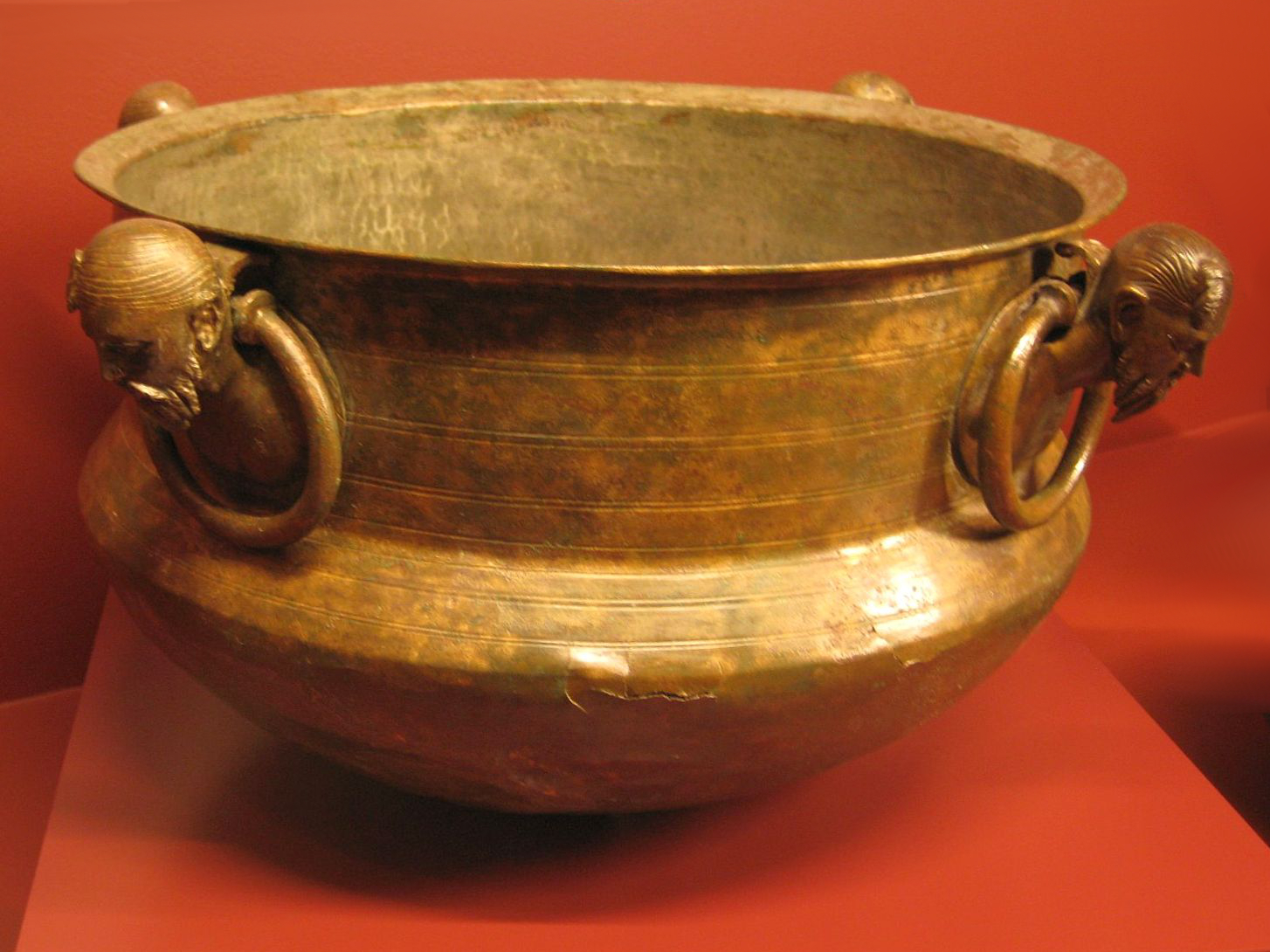
„Kessel von Mušov“

Das Königsgrab von Mušov ist die sehr reiche ,königliche‘ Bestattung einer hochrangigen germanischen Elite aus der zweiten Hälfte des 2. Jahrhunderts n. Chr.
Das Grab wurde im Jahr 1988 in der Wüstung Mušov (deutsch Muschau) bei Pasohlávky in Südmähren in Tschechien gefunden, unweit der Grenze zu Österreich. Der Ort ist im Jahr 2000 in der Talsperre Nové Mlýny (deutsch Neumühl) untergegangen.
Das etwa 6 × 4 × 3 m große, weitgehend ausgeraubte Grab wird aufgrund seiner reichen Ausstattung den so genannten Elitegräbern zugerechnet. Ein herausragender Fund ist ein Bronzekessel, dessen Griffe aus vier Gussköpfen germanischer Männer bestehen, die einen Suebenknoten tragen.
Bei Mušov bestand zur Zeit der Markomannenkriege (166–180 n. Chr.) auf dem Hügel Hradisko (deutsch Burgstall) ein weit ausgedehnter militärischer Komplex der II. Legion, der durch ein römisches Badehaus und siebzehn nahegelegene Militärlager belegt ist.
Aufgrund des Bezugs zu den militärischen Anlagen wird vermutet, dass es sich bei dem Bestatteten um einen romfreundlichen germanischen Herrscher handelte. Historisch bezeugt ist z. B. Ballomar (lateinisch Ballomarius), der im 2. Jahrhundert und zur Zeit des Kaisers Marcus Aurelius König der suebischen Markomannen war, eines germanischen Volksstammes, der im heutigen Böhmen siedelte.